# Bleggio Superiore
Bleggio Superiore é uma comuna italiana da região do Trentino-Alto Ádige, província de Trento, com cerca de 1.528 habitantes. Estende-se por uma área de 32 km², tendo uma densidade populacional de 48 hab/km². Faz divisa com Tione di Trento, Bleggio Inferiore, Bolbeno, Fiavé, Zuclo e Concei.
Faz parte da rede das Aldeias mais bonitas de Itália.